# James McKay (homme politique néo-brunswickois)
 (février 2025).
Si vous disposez d'ouvrages ou d'articles de référence ou si vous connaissez des sites web de qualité traitant du thème abordé ici, merci de compléter l'article en donnant les références utiles à sa vérifiabilité et en les liant à la section « Notes et références ».
Pour les articles homonymes, voir James McKay et McKay.
James McKay  (11 février 1836-20 avril 1916) est un homme politique canadien du Nouveau-Brunswick. Il est député provincial libéral de la circonscription néo-brunswickoise de Charlotte de 1875 à 1878.